# Litouwen op het Eurovisiesongfestival 2007
Litouwen nam deel aan het Eurovisiesongfestival 2007 in Helsinki, Finland. Het was de 8ste deelname van het land op het Eurovisiesongfestival. De selectie verliep via een nationale finale. De LRT was verantwoordelijk voor de Litouwse bijdrage voor de editie van 2007.

## Selectieprocedure
De Litouwse omroep koos ervoor om hun kandidaat en lied deze keer via een nationale finale te selecteren.
In totaal deden er 11 artiesten mee aan deze finale.
De winnaar werd bepaald door 2 rondes van televoting.

| Volgorde | Artiest            | Lied                     | Ronde 1 | Ronde 2 | Plaats |
| -------- | ------------------ | ------------------------ | ------- | ------- | ------ |
| 1        | Saulės Kliošas     | "Tell Me Why"            | 3586    | -       | 5      |
| 2        | 4Fun               | "Love or Leave"          | 6833    | 23888   | 1      |
| 3        | Sweetness Theory   | "Save Me"                | 1428    | -       | 9      |
| 4        | Aistė Pilvelytė    | "Emotional Crisis"       | 7944    | 10155   | 3      |
| 5        | Slapjack           | "Lust and Sexy Shadows"  | 1559    | -       | 7      |
| 6        | Dove & Gerda       | "Each Day of My Life"    | 508     | -       | 11     |
| 7        | Rūta Ščiogolevaitė | "If I Ever Make You Cry" | 10179   | 20133   | 2      |
| 8        | Mini-Me            | "Like You"               | 1166    | -       | 10     |
| 9        | Natas              | "The Fall"               | 1446    | -       | 8      |
| 10       | Ashtrey            | "The Green Sun"          | 1939    | -       | 6      |
| 11       | Augustė            | "Fate"                   | 4488    | -       | 4      |

## In Helsinki
Door het zeer goede resultaat in 2006, mocht het land rechtstreeks aantreden in de finale.
In deze finale moest men aantreden als 9de, net na Hongarije en voor het Griekenland.
Op het einde van de puntentelling bleek dat ze slechts 28 punten ontvangen hadden en op de 21ste plaats waren geëindigd.
Men ontving 1 keer het maximum van de punten.
België en Nederland hadden geen punten over voor deze inzending.

### Gekregen punten

#### Finale
| 12 punten | 10 punten | 8 punten              | 7 punten      | 6 punten  |
| --------- | --------- | --------------------- | ------------- | --------- |
| - Ierland | - Letland |                       |               |           |
| 5 punten  | 4 punten  | 3 punten              | 2 punten      | 1 punt    |
|           |           | - Verenigd Koninkrijk | - Wit-Rusland | - Andorra |

### Punten gegeven door Litouwen

#### Halve Finale
Punten gegeven in de halve finale:
| 12 punten | Letland     |
| 10 punten | Wit-Rusland |
| 8 punten  | Georgië     |
| 7 punten  | Hongarije   |
| 6 punten  | Estland     |
| 5 punten  | IJsland     |
| 4 punten  | Israël      |
| 3 punten  | Polen       |
| 2 punten  | Andorra     |
| 1 punt    | Servië      |

#### Finale
Punten gegeven in de finale:
| 12 punten | Georgië     |
| 10 punten | Letland     |
| 8 punten  | Oekraïne    |
| 7 punten  | Wit-Rusland |
| 6 punten  | Rusland     |
| 5 punten  | Finland     |
| 4 punten  | Hongarije   |
| 3 punten  | Frankrijk   |
| 2 punten  | Moldavië    |
| 1 punt    | Slovenië    |